# Список Героев Советского Союза (Кузнецов — Кунавин)
В настоящем списке представлены в алфавитном порядке все Герои Советского Союза, чьи фамилии начинаются с буквы «К» (всего 1760 человек, из которых 22 удостоены звания дважды и один — И. Н. Кожедуб — трижды). Список содержит даты Указов Президиума Верховного Совета СССР о присвоении звания, информацию о роде войск, должности и воинском звании Героев на дату представления к присвоению звания Героя Советского Союза, годах их жизни.
Ударения в фамилиях Героев приведены по книге «Герои Советского Союза: Краткий биографический словарь / Пред. ред. коллегии И. Н. Шкадов. — М.: Воениздат, 1987. — Т. 1 /Абаев — Любичев/. — 911 с. — 100 000 экз. — ISBN отс., Рег. № в РКП 87-95382.».
- Персиковым цветом  в таблице выделены Герои, удостоенные звания дважды и более раз.
- Серым цветом  в таблице выделены Герои, представленные к званию посмертно.

| Навигационная таблица | Навигационная таблица                |
| --------------------- | ------------------------------------ |
| «К»                   | Кабак Николай — Калинин Николай      |
| «К»                   | Калинин Степан — Кармацкий Владимир  |
| «К»                   | Кармацкий Тимофей — Кживонь Анеля    |
| «К»                   | Киба Григорий — Клевцов Сергей       |
| «К»                   | Клейбус Фёдор — Коваленко Сергей     |
| «К»                   | Коваленко Юрий — Колдубов Михаил     |
| «К»                   | Колдунов Александр — Компанеец Фёдор |
| «К»                   | Компаниец Алексей — Копытин Михаил   |
| «К»                   | Копытов Михаил — Корчагин Лев        |
| «К»                   | Корчак Иосиф — Котов Николай         |
| «К»                   | Котов Сергей — Краснов Анатолий      |
| «К»                   | Краснов Виктор — Крюков Василий      |
| «К»                   | Крюков Владимир — Кузнецов Николай   |
| «К»                   | Кузнецов Павел — Кунавин Григорий    |
| «К»                   | Кунгурцев Евгений — Кянжин Пантелей  |

| № п/п | Фамилия Имя Отчество                                                                            | Дата Указа | Род войск    | Должность | Звание                     | Годы жизни              | БС ГС НЛ                       |
| ----- | ----------------------------------------------------------------------------------------------- | ---------- | ------------ | --- | -------------------------- | ----------------------- | ------------------------------ |
| 1525  | Кузнецо́в Павел Дмитриевич                                                                       | 16.10.1943 | артиллерия   | командир миномётного расчёта 229-го стрелкового полка 8-й стрелковой дивизии 13-й армии Центрального фронта | сержант                    | 03.09.1924 — 08.02.2005 | [ БС 1 ] [ ГС 1 ] [ НЛ 1 ]     |
| 1526  | Кузнецо́в Павел Ефимович чув. Кузнецов Павел Ефимович                                            | 10.01.1944 | пехота       | командир отделения 465-го стрелкового полка 167-й стрелковой дивизии 38-й армии 1-го Украинского фронта | старший сержант            | 10.05.1920 — 01.12.1992 | [ БС 1 ] [ ГС 2 ] [ НЛ 2 ]     |
| 1527  | Кузнецо́в Павел Иванович                                                                         | 03.06.1944 | комиссар     | заместитель по политической части командира 9-й гвардейской механизированной бригады 3-го гвардейского механизированного корпуса 47-й армии Воронежского фронта                                                                                           | гвардии майор              | 09.01.1916 — 01.10.1973 | [ БС 2 ] [ ГС 3 ] [ НЛ 3 ]     |
| 1528  | Кузнецо́в Пётр Григорьевич                                                                       | 24.03.1945 | кавалерия    | командир взвода 43-го гвардейского кавалерийского полка 12-й гвардейской кавалерийской дивизии 5-го гвардейского кавалерийского корпуса 2-го Украинского фронта                                                                                           | гвардии старший сержант    | 12.09.1912 — 13.11.1944 | [ БС 3 ] [ ГС 4 ] [ НЛ 4 ]     |
| 1529  | Кузнецо́в Пётр Иванович                                                                          | 10.01.1944 | десантники   | командир отделения 2-го гвардейского воздушно-десантного полка 3-й гвардейской воздушно-десантной дивизии 60-й армии Воронежского фронта | гвардии младший сержант    | 30.01.1925 — 14.05.1981 | [ БС 3 ] [ ГС 5 ] [ НЛ 5 ]     |
| 1530  | Кузнецо́в Пётр Нифонтович                                                                        | 26.10.1944 | авиация      | штурман 155-го гвардейского штурмового авиационного полка 9-й гвардейской штурмовой авиационной дивизии 1-го гвардейского штурмового авиационного корпуса 5-й воздушной армии 2-го Украинского фронта                                                     | гвардии майор              | 10.09.1914 — 30.01.1954 | [ БС 3 ] [ ГС 6 ] [ НЛ 6 ]     |
| 1531  | Кузнецо́в Сергей Алексеевич                                                                      | 26.10.1944 | авиация      | штурман 233-го истребительного авиационного полка 234-й истребительной авиационной дивизии 16-й воздушной армии 1-го Белорусского фронта | майор                      | 21.10.1917 — 23.10.1973 | [ БС 3 ] [ ГС 7 ] [ НЛ 7 ]     |
| 1532  | Кузнецо́в Сергей Егорович                                                                        | 23.10.1943 | артиллерия   | пулемётчик 1664-го истребительно-противотанкового артиллерийского полка РГК в составе 40-й армии Воронежского фронта | красноармеец               | 15.04.1915 — 14.10.1944 | [ БС 3 ] [ ГС 8 ] [ НЛ 8 ]     |
| 1533  | Кузнецо́в Сергей Трофимович                                                                      | 24.12.1943 | артиллерия   | командир орудия 611-го истребительно-противотанкового артиллерийского полка РГК в составе 40-й армии Воронежского фронта | старший сержант            | 1915 — 16.01.1944       | [ БС 3 ] [ ГС 9 ] [ НЛ 9 ]     |
| 1534  | Кузнецо́в Степан Матвеевич                                                                       | 14.09.1945 | морской флот | командир 71-го отряда особого назначения Амурской военной флотилии | капитан                    | 06.11.1911 — 15.11.1983 | [ БС 3 ] [ ГС 10 ] [ НЛ 10 ]   |
| 1535  | Кузнецо́в Степан Никифорович                                                                     | 30.10.1943 | артиллерия   | наводчик орудия 63-го отдельного истребительно-противотанкового дивизиона 106-й стрелковой дивизии 65-й армии Центрального фронта | сержант                    | 26.11.1918 — 09.05.1979 | [ БС 4 ] [ ГС 11 ] [ НЛ 11 ]   |
| 1536  | Кузнецо́в Тихон Петрович                                                                         | 22.02.1944 | инженер      | сапёр-минёр 219-го отдельного батальона инженерных заграждений 44-й инженерной бригады специального назначения 3-го Украинского фронта | ефрейтор                   | 1899 — 28.03.1968       | [ БС 5 ] [ ГС 12 ] [ НЛ 12 ]   |
| 1537  | Кузнецо́в Фёдор Иванович                                                                         | 04.10.1990 | пехота       | начальник разведки 186-й стрелковой дивизии 65-й армии 2-го Белорусского фронта | майор                      | 27.07.1919 — 08.05.2001 | [ БС 6 ] [ ГС 13 ] [ НЛ 13 ]   |
| 1538  | Кузнецо́в Эдуард Иванович                                                                        | 22.07.1966 | авиация      | лётчик-испытатель ОКБ С. В. Ильюшина | полковник                  | 08.11.1928 — 15.06.2007 | ——                             |
| 1539  | Кузнецо́в Юрий Викторович                                                                        | 05.07.1982 | десантники   | командир 345-го гвардейского отдельного парашютно-десантного полка в составе 40-й армии ограниченного контингента советских войск в Афганистане | гвардии подполковник       | 24.08.1946 — 24.01.2020 | ——                             |
| 1540  | Ку́зов Демьян Васильевич                                                                         | 31.05.1945 | пехота       | командир 180-го гвардейского стрелкового полка 60-й гвардейской стрелковой дивизии 5-й ударной армии 1-го Белорусского фронта | гвардии майор              | 07.11.1909 — 06.05.1979 | [ БС 5 ] [ ГС 16 ] [ НЛ 14 ]   |
| 1541  | Кузовко́в Иван Александрович                                                                     | 30.10.1943 | генерал      | командир 69-й стрелковой дивизии 65-й армии Центрального фронта | генерал-майор              | 06.06.1903 — 17.08.1989 | [ БС 5 ] [ ГС 17 ] [ НЛ 15 ]   |
| 1542  | Ку́зовлев Мирон Ефимович                                                                         | 31.05.1945 | пехота       | командир взвода 63-го гвардейского стрелкового полка 23-й гвардейской стрелковой дивизии 3-й ударной армии 1-го Белорусского фронта | гвардии старшина           | 23.08.1923 — 16.04.1967 | [ БС 5 ] [ ГС 18 ] [ НЛ 16 ]   |
| 1543  | Кузо́вников Анатолий Петрович                                                                    | 15.01.1944 | пехота       | командир батальона 32-го гвардейского стрелкового полка 12-й гвардейской стрелковой дивизии 61-й армии Центрального фронта | гвардии майор              | 05.07.1905 — 30.03.1993 | [ БС 7 ] [ ГС 19 ] [ НЛ 17 ]   |
| 1544  | Кузу́б Павел Степанович (Кузуб Павел Стефанович)                                                 | 22.05.1944 | пехота       | разведчик 106-й гвардейской отдельной разведывательной роты 110-й гвардейской стрелковой дивизии 37-й армии Степного фронта | гвардии сержант            | 1924 — 09.10.1943       | [ БС 7 ] [ ГС 20 ] [ НЛ 18 ]   |
| 1545  | Кузьме́нко Григорий Павлович укр. Кузьменко Григорій Павлович                                    | 20.12.1943 | артиллерия   | командир орудия 5-го гвардейского воздушно-десантного артиллерийского полка 10-й гвардейской воздушно-десантной дивизии 37-й армии Степного фронта | гвардии сержант            | 15.01.1919 — 30.01.1990 | [ БС 7 ] [ ГС 21 ] [ НЛ 19 ]   |
| 1546  | Кузьме́нко Иван Пантелеевич укр. Кузьменко Іван Пантелійович                                     | 22.02.1944 | десантники   | командир роты 22-го гвардейского воздушно-десантного полка 8-й гвардейской воздушно-десантной дивизии Степного фронта | гвардии лейтенант          | 1913 — 08.10.1943       | [ БС 7 ] [ ГС 22 ] [ НЛ 20 ]   |
| 1547  | Кузьме́нко Иван Прокофьевич укр. Кузьменко Іван Прокопович                                       | 31.05.1945 | артиллерия   | командир батареи 1314-го лёгкого артиллерийского полка 21-й лёгкой артиллерийской бригады 6-й артиллерийской дивизии прорыва РГК в составе 47-й армии 1-го Белорусского фронта                                                                            | старший лейтенант          | 29.12.1920 — 09.03.2006 | [ БС 7 ] [ ГС 23 ] [ НЛ 21 ]   |
| 1548  | Кузьме́нко Николай Иванович укр. Кузьменко Микола Іванович                                       | 29.06.1945 | авиация      | заместитель по лётной подготовке командира 140-го бомбардировочного авиационного полка 276-й бомбардировочной авиационной дивизии 1-й воздушной армии 3-го Белорусского фронта                                                                            | майор                      | 09.08.1914 — 13.06.1970 | [ БС 7 ] [ ГС 24 ] [ НЛ 22 ]   |
| 1549  | Кузьми́н Анатолий Иванович                                                                       | 18.12.1956 | танкист      | старший механик-водитель 37-го гвардейского танкового полка 2-й гвардейской механизированной дивизии Особого корпуса | гвардии младший сержант    | 1935 — 07.11.1956       | ——                             |
| 1550  | Кузьми́н Анатолий Наумович                                                                       | 24.03.1945 | артиллерия   | наводчик орудия батареи 45-мм пушек 1281-го стрелкового полка 60-й стрелковой дивизии 47-й армии 1-го Белорусского фронта | младший сержант            | 19.10.1924 — 04.06.1992 | [ БС 8 ] [ ГС 26 ] [ НЛ 23 ]   |
| 1551  | Кузьми́н Валентин Сергеевич                                                                      | 29.06.1945 | авиация      | командир эскадрильи 949-го штурмового авиационного полка 211-й штурмовой авиационной дивизии 3-й воздушной армии 3-го Белорусского фронта | старший лейтенант          | 05.12.1921 — 07.02.1957 | [ БС 9 ] [ ГС 27 ] [ НЛ 24 ]   |
| 1552  | Кузьми́н Василий Михайлович                                                                      | 13.09.1944 | артиллерия   | командир миномётного взвода 429-го стрелкового полка 52-й стрелковой дивизии 57-й армии 3-го Украинского фронта | младший лейтенант          | 02.02.1924 — 12.09.2014 | [ БС 9 ] [ ГС 28 ] [ НЛ 25 ]   |
| 1553  | Кузьми́н Василий Степанович                                                                      | 26.10.1943 | инженер      | сапёр 329-го отдельного инженерного батальона 1-й гвардейской армии Степного фронта | красноармеец               | 18.03.1924 — 06.10.2002 | [ БС 9 ] [ ГС 29 ] [ НЛ 26 ]   |
| 1554  | Кузьми́н Василий Фёдорович                                                                       | 23.10.1943 | танкист      | башенный стрелок танка 398-го танкового батальона 183-й танковой бригады 10-го танкового корпуса 40-й армии Воронежского фронта | сержант                    | 1907 — 12.10.1943       | [ БС 9 ] [ ГС 30 ] [ НЛ 27 ]   |
| 1555  | Кузьми́н Виктор Михайлович                                                                       | 31.05.1945 | пехота       | командир отделения 37-го гвардейского стрелкового полка 12-й гвардейской стрелковой дивизии 61-й армии 1-го Белорусского фронта | гвардии старшина           | 10.02.1923 — 22.03.1977 | [ БС 9 ] [ ГС 31 ] [ НЛ 28 ]   |
| 1556  | Кузьми́н Георгий Павлович                                                                        | 28.04.1943 | авиация      | командир эскадрильи 239-го истребительного авиационного полка 235-й истребительной авиационной дивизии 2-го смешанного авиационного корпуса 8-й воздушной армии Южного фронта                                                                             | капитан                    | 21.04.1913 — 18.08.1943 | [ БС 9 ] [ ГС 32 ] [ НЛ 29 ]   |
| 1557  | Кузьми́н Дмитрий Семёнович                                                                       | 13.09.1944 | комиссар     | заместитель по политической части командира батальона 859-го стрелкового полка 294-й стрелковой дивизии 52-й армии 2-го Украинского фронта | капитан                    | 1908 — 01.04.1944       | [ БС 9 ] [ ГС 33 ] [ НЛ 30 ]   |
| 1558  | Кузьми́н Иван Антонович                                                                          | 27.02.1945 | пехота       | заместитель по строевой части командира батальона 738-го стрелкового полка 134-й стрелковой дивизии 69-й армии 1-го Белорусского фронта | гвардии майор              | 05.03.1916 — 11.04.1963 | [ БС 10 ] [ ГС 34 ] [ НЛ 31 ]  |
| 1559  | Кузьми́н Илья Дмитриевич                                                                         | 17.10.1943 | пехота       | старшина роты 705-го стрелкового полка 121-й стрелковой дивизии 60-й армии Центрального фронта | старшина                   | 1907 — 26.06.1944       | [ БС 11 ] [ ГС 35 ] [ НЛ 32 ]  |
| 1560  | Кузьми́н Матвей Кузьмич                                                                          | 08.05.1965 | —            | крестьянин-единоличник из деревни Куракино Великолукского района Калининской области | —                          | 03.08.1858 — 14.02.1942 | ——                             |
| 1561  | Кузьми́н Михаил Александрович                                                                    | 24.03.1945 | танкист      | командир роты танков Т-34 350-го танкового батальона 159-й танковой бригады 1-го танкового корпуса 1-го Прибалтийского фронта | старший лейтенант          | 05.12.1922 — 08.10.1944 | [ БС 11 ] [ ГС 37 ] [ НЛ 33 ]  |
| 1562  | Кузьми́н Михаил Кузьмич                                                                          | 17.12.1941 | комиссар     | комиссар танковой роты 46-го танкового полка 46-й танковой бригады 4-й отдельной армии | политрук                   | 17.10.1915 — 29.11.1941 | [ БС 11 ] [ ГС 38 ] [ НЛ 34 ]  |
| 1563  | Кузьми́н Михаил Михайлович                                                                       | 20.12.1943 | артиллерия   | наводчик орудия 5-го гвардейского воздушно-десантного артиллерийского полка 10-й гвардейской воздушно-десантной дивизии 37-й армии Степного фронта | гвардии сержант            | 05.03.1918 — 13.09.1996 | [ БС 11 ] [ ГС 39 ] [ НЛ 35 ]  |
| 1564  | Кузьми́н Николай Михайлович                                                                      | 10.04.1945 | танкист      | командир танковой роты 93-й отдельной танковой бригады в составе 4-й танковой армии 1-го Украинского фронта | лейтенант                  | 21.12.1919 — 09.02.1963 | [ БС 11 ] [ ГС 40 ] [ НЛ 36 ]  |
| 1565  | Кузьми́н Сергей Евдокимович                                                                      | 06.04.1945 | артиллерия   | начальник разведывательного отделения штаба артиллерии 5-й гвардейской армии 1-го Украинского фронта | гвардии подполковник       | 14.07.1910 — 31.01.1989 | [ БС 11 ] [ ГС 41 ] [ НЛ 37 ]  |
| 1566  | Кузьми́н Фёдор Борисович                                                                         | 18.12.1956 | танкист      | командир танкового взвода 104-го гвардейского механизированного полка 33-й гвардейской механизированной дивизии Отдельной механизированной армии | гвардии лейтенант          | 04.05.1932 — 03.02.1977 | ——                             |
| 1567  | Кузьмино́в Василий Иванович                                                                      | 27.06.1945 | пехота       | командир 47-й гвардейской отдельной разведывательной роты 48-й гвардейской стрелковой дивизии 28-й армии 1-го Украинского фронта | гвардии капитан            | 28.12.1921 — 14.07.1969 | [ БС 13 ] [ ГС 43 ] [ НЛ 38 ]  |
| 1568  | Кузьмино́в Василий Павлович укр. Кузьмінов Василь Павлович                                       | 15.05.1946 | танкист      | командир взвода танков ИС-2 78-го гвардейского тяжёлого танкового полка 7-го механизированного корпуса 2-го Украинского фронта | гвардии младший лейтенант  | 29.04.1913 — 05.05.1985 | [ БС 13 ] [ ГС 44 ] [ НЛ 39 ]  |
| 1569  | Кузьмино́в Иван Герасимович                                                                      | 27.02.1945 | танкист      | командир взвода танков Т-34 220-й отдельной танковой бригады 5-й ударной армии 1-го Белорусского фронта | лейтенант                  | 01.07.1915 — 16.04.1945 | [ БС 13 ] [ ГС 45 ] [ НЛ 40 ]  |
| 1570  | Кузьмины́х Иван Ильич                                                                            | 17.10.1943 | артиллерия   | командир 98-го отдельного истребительного батальона противотанковых ружей 60-й армии Центрального фронта | капитан                    | 14.03.1919 — 03.03.1986 | [ БС 13 ] [ ГС 46 ] [ НЛ 41 ]  |
| 1571  | Кузьмичёв Василий Филиппович                                                                    | 22.02.1944 | пехота       | командир отделения взвода пешей разведки 646-го стрелкового полка 152-й стрелковой дивизии 46-й армии 3-го Украинского фронта | сержант                    | 10.02.1913 — 20.11.1982 | [ БС 13 ] [ ГС 47 ] [ НЛ 42 ]  |
| 1572  | Кузьмичёв Иван Фёдорович                                                                        | 27.06.1945 | авиация      | заместитель по политчасти командира 152-го гвардейского истребительного авиационного полка 12-й гвардейской истребительной авиационной дивизии 1-го гвардейского штурмового авиационного корпуса 2-й воздушной армии 1-го Украинского фронта              | гвардии майор              | 07.11.1910 — 25.09.1984 | [ БС 13 ] [ ГС 48 ] [ НЛ 43 ]  |
| 1573  | Кузя́кин Гавриил Васильевич                                                                      | 26.04.1940 | пограничник  | стрелок 5-го пограничного полка Главного управления Пограничных войск НКВД СССР | красноармеец               | 29.08.1916 — 29.05.1995 | ——                             |
| 1574  | Кузя́кин Матвей Яковлевич                                                                        | 18.11.1944 | артиллерия   | командир орудия 436-го отдельного истребительно-противотанкового дивизиона 399-й стрелковой дивизии 48-й армии 1-го Белорусского фронта | старший сержант            | 25.11.1924 — 02.04.1998 | [ БС 14 ] [ ГС 50 ] [ НЛ 44 ]  |
| 1575  | Кук Василий Семёнович укр. Кук Василь Семенович                                                 | 21.07.1944 | пехота       | командир отделения 10-го отдельного стрелкового батальона 70-й морской стрелковой бригады 7-й армии Карельского фронта | старший сержант            | 05.05.1921 — 30.03.1997 | [ БС 15 ] [ ГС 51 ] [ НЛ 45 ]  |
| 1576  | Кука́рин Иван Александрович                                                                      | 20.12.1943 | артиллерия   | орудийный номер противотанкового орудия 104-го гвардии стрелкового полка 36-й гвардейской стрелковой дивизии 57-й армии Степного фронта | гвардии красноармеец       | 18.01.1922 — 18.12.1948 | [ БС 15 ] [ ГС 52 ] [ НЛ 46 ]  |
| 1577  | Ку́кин Алексей Васильевич                                                                        | 29.08.1939 | танкист      | командир танковой роты 11-й лёгкой танковой бригады 1-й армейской группы | старший лейтенант          | 12.02.1912 — 24.12.1977 | ——                             |
| 1578  | Ку́кин Аркадий Петрович                                                                          | 24.03.1945 | артиллерия   | командир орудия 877-го гаубичного артиллерийского полка 25-й гаубичной артиллерийской бригады 7-й артиллерийской дивизии прорыва РГК в составе 46-й армии 2-го Украинского фронта                                                                         | сержант                    | 14.08.1914 — 30.10.1944 | [ БС 15 ] [ ГС 54 ] [ НЛ 47 ]  |
| 1579  | Ку́клев Роман Павлович                                                                           | 24.03.1945 | танкист      | старший механик-водитель танка ИС-2 34-го гвардейского отдельного тяжёлого танкового полка в составе 8-й гвардейской армии 1-го Белорусского фронта | гвардии старшина           | 23.07.1916 — 15.01.1945 | [ БС 15 ] [ ГС 55 ] [ НЛ 48 ]  |
| 1580  | Куколе́вский Леонид Дмитриевич                                                                   | 07.03.1945 | морской флот | старший химик 66-го отдельного отряда дымомаскировки и дегазации Днепровской военной флотилии | краснофлотец               | 24.07.1921 — 24.01.1987 | [ БС 16 ] [ ГС 56 ] [ НЛ 49 ]  |
| 1581  | Ку́ксов Пётр Фёдорович                                                                           | 07.04.1940 | пехота       | командир пулемётной роты 220-го стрелкового полка 4-й стрелковой дивизии 13-й армии | старший лейтенант          | 1908 — 27.12.1939       | [ БС 17 ] [ ГС 57 ] [ НЛ 50 ]  |
| 1582  | Куку́нин Сергей Александрович                                                                    | 04.06.1944 | пехота       | пулемётчик 40-го гвардейского стрелкового полка 11-й гвардейской стрелковой дивизии 11-й гвардейской армии Западного фронта | гвардии красноармеец       | 1898 — 12.07.1943       | [ БС 17 ] [ ГС 58 ] [ НЛ 51 ]  |
| 1583  | Куку́шкин Виктор Николаевич                                                                      | 25.10.1943 | пехота       | командир роты 256-го стрелкового полка 30-й стрелковой дивизии 47-й армии Воронежского фронта | лейтенант                  | 16.06.1923 — 27.07.2002 | [ БС 17 ] [ ГС 59 ] [ НЛ 52 ]  |
| 1584  | Кула́бухов Валентин Фёдорович                                                                    | 21.03.1940 | танкист      | командир танковой роты 112-го отдельного танкового батальона 35-й легкотанковой бригады 7-й армии Северо-Западного фронта | старший лейтенант          | 18.12.1913 — 09.06.1975 | [ БС 17 ] [ ГС 60 ] [ НЛ 53 ]  |
| 1585  | Кула́гин Андрей Михайлович бел. Кулагін Андрэй Міхайлавіч                                        | 01.07.1944 | авиация      | заместитель командира эскадрильи 249-го истребительного авиационного полка 229-й истребительной авиационной дивизии 4-й воздушной армии | старший лейтенант          | 04.09.1921 — 20.08.1980 | [ БС 17 ] [ ГС 61 ] [ НЛ 54 ]  |
| 1586  | Кулако́в Валерий Павлович                                                                        | 10.01.1979 | морской флот | старший гидронавт-испытатель 12-го отдела гидронавтов-испытателей 19-го Центра Министерства обороны | капитан-инженер 1-го ранга | род. 30.01.1940         | ——                             |
| 1587  | Кулако́в Константин Фёдорович                                                                    | 13.09.1944 | пехота       | командир роты 431-го стрелкового полка 52-й стрелковой дивизии 57-й армии 3-го Украинского фронта | лейтенант                  | 23.12.1920 — 10.04.1982 | [ БС 18 ] [ ГС 63 ] [ НЛ 55 ]  |
| 1588  | Кулако́в Николай Михайлович                                                                      | 07.05.1965 | адмирал      | начальник политотдела Ленинградской военно-морской базы Балтийского флота и военно-морских учебных заведений Ленинграда | вице-адмирал               | 15.02.1908 — 25.03.1976 | ——                             |
| 1589  | Кулако́в Пётр Афанасьевич                                                                        | 24.03.1945 | артиллерия   | командир орудия 598-го артиллерийского полка 174-й стрелковой дивизии 31-й армии 3-го Белорусского фронта | сержант                    | 16.06.1923 — 24.01.1994 | [ БС 19 ] [ ГС 65 ] [ НЛ 56 ]  |
| 1590  | Кулако́в Теодор Сергеевич                                                                        | 16.05.1944 | генерал      | командир 339-й стрелковой дивизии 56-й армии Северо-Кавказского фронта | генерал-майор              | 18.03.1900 — 16.11.1943 | [ БС 19 ] [ ГС 66 ] [ НЛ 57 ]  |
| 1591  | Кулебя́ев Николай Григорьевич                                                                    | 15.01.1944 | инженер      | командир сапёрной роты 12-го отдельного сапёрного батальона 106-й стрелковой дивизии 65-й армии Центрального фронта | старший лейтенант          | 19.12.1906 — 11.06.1977 | [ БС 19 ] [ ГС 67 ] [ НЛ 58 ]  |
| 1592  | Куле́йкин Павел Иванович                                                                         | 07.04.1940 | артиллерия   | командир батареи 137-го артиллерийского полка 13-й армии Северо-Западного фронта | старший лейтенант          | 22.01.1910 — 29.06.1973 | ——                             |
| 1593  | Куле́мин Борис Николаевич                                                                        | 10.04.1945 | танкист      | командир орудия танка ИС-2 13-го гвардейского отдельного тяжёлого танкового полка 4-й танковой армии 1-го Украинского фронта | гвардии старшина           | 07.05.1924 — 20.09.1988 | [ БС 19 ] [ ГС 69 ] [ НЛ 59 ]  |
| 1594  | Кулешо́в Анатолий Афанасьевич                                                                    | 24.03.1945 | артиллерия   | офицер разведки 213-го пушечного артиллерийского полка 17-й пушечной артиллерийской бригады 7-й артиллерийской дивизии прорыва РГК в составе 46-й армии 2-го Украинского фронта                                                                           | капитан                    | 05.02.1923 — 03.06.1991 | [ БС 19 ] [ ГС 70 ] [ НЛ 60 ]  |
| 1595  | Кулешо́в Владимир Иванович                                                                       | 23.10.1943 | артиллерия   | заряжающий миномётной роты 835-го стрелкового полка 237-й стрелковой дивизии 40-й армии Воронежского фронта | красноармеец               | 15.07.1920 — 17.06.1981 | [ БС 20 ] [ ГС 71 ] [ НЛ 61 ]  |
| 1596  | Кулешо́в Владимир Кузьмич                                                                        | 04.02.1944 | авиация      | штурман 40-го гвардейского истребительного авиационного полка 8-й гвардейской истребительной авиационной дивизии 5-го истребительного авиационного корпуса 2-й воздушной армии Воронежского фронта                                                        | гвардии старший лейтенант  | 05.01.1918 — 03.11.1943 | [ БС 21 ] [ ГС 72 ] [ НЛ 62 ]  |
| 1597  | Кулешо́в Иван Захарович                                                                          | 30.10.1943 | пехота       | исполняющий обязанности командира батальона 120-го стрелкового полка 69-й стрелковой дивизии 65-я армии Центрального фронта | капитан                    | 30.03.1922 — 19.06.1964 | [ БС 21 ] [ ГС 73 ] [ НЛ 63 ]  |
| 1598  | Кулешо́в Константин Алексеевич                                                                   | 23.10.1943 | артиллерия   | командир отделения противотанковых ружей 565-го стрелкового полка 161-й стрелковой дивизии 40-й армии Воронежского фронта | сержант                    | 1915 — 25.01.1975       | [ БС 21 ] [ ГС 74 ] [ НЛ 64 ]  |
| 1599  | Кулешо́в Павел Павлович                                                                          | 23.09.1944 | танкист      | командир танка Т-34 63-й гвардейской танковой бригады 10-го гвардейского танкового корпуса 4-й танковой армии 1-го Украинского фронта | гвардии младший лейтенант  | 16.09.1923 — 27.06.2009 | [ БС 21 ] [ ГС 75 ] [ НЛ 65 ]  |
| 1600  | Кулешо́в Степан Иванович (Кулишов Степан Иванович)                                               | 13.09.1944 | пехота       | стрелок 929-го стрелкового полка 254-й стрелковой дивизии 52-й армии 2-го Украинского фронта | красноармеец               | 25.12.1921 — 31.10.1975 | [ БС 22 ] [ ГС 76 ] [ НЛ 66 ]  |
| 1601  | Кули́ев Аббас Шахбазович азерб. Quliyev Abbas Şahbaz oğlu                                        | 21.02.1945 | артиллерия   | командир батареи 279-го гвардейского лёгкого артиллерийского полка 23-й гвардейской лёгкой артиллерийской бригады 5-й артиллерийской дивизии 4-го артиллерийского корпуса прорыва РГК в составе 69-й армии 1-го Белорусского фронта                       | гвардии старший лейтенант  | 15.09.1916 — 30.12.1998 | [ БС 21 ] [ ГС 77 ] [ НЛ 67 ]  |
| 1602  | Кули́ев Адиль Гусейн оглы (Кулиев Адиль Гусейнович) азерб. Quliyev Adil Hüseyn oğlu              | 23.02.1945 | авиация      | заместитель командира и штурман эскадрильи 65-го гвардейского истребительного авиационного полка 4-й гвардейской истребительной авиационной дивизии 1-го гвардейского истребительного авиационного корпуса 3-й воздушной армии 1-го Прибалтийского фронта | гвардии капитан            | 22.11.1922 — 16.12.1992 | [ БС 21 ] [ ГС 78 ] [ НЛ 68 ]  |
| 1603  | Кули́ев Мехти Нодерович азерб. Quliyev Mehdi Nadir oğlu                                          | 17.11.1943 | пехота       | командир пулемётного расчёта 15-го гвардейского стрелкового полка 2-й гвардейской стрелковой дивизии 56-й армии Северо-Кавказского фронта | гвардии младший сержант    | 15.05.1923 — 25.01.1976 | [ БС 23 ] [ ГС 79 ] [ НЛ 69 ]  |
| 1604  | Кули́жский Пётр Иванович                                                                         | 01.11.1943 | пехота       | командир 152-й стрелковой дивизии 46-й армии 3-го Украинского фронта | полковник                  | 15.09.1899 — 27.04.1959 | [ БС 24 ] [ ГС 80 ] [ НЛ 70 ]  |
| 1605  | Кулик Александр Павлович укр. Кулик Олександр Павлович                                          | 19.04.1945 | комиссар     | парторг батальона 113-го стрелкового полка 32-й стрелковой дивизии 4-й ударной армии 1-го Прибалтийского фронта | лейтенант                  | 15.11.1908 — 29.01.1945 | [ БС 24 ] [ ГС 81 ] [ НЛ 71 ]  |
| 1606  | Кули́к Афанасий Трофимович укр. Кулик Панас Трохимович                                           | 21.03.1940 | пехота       | стрелок 27-го стрелкового полка 7-й стрелковой дивизии 7-й армии Северо-Западного фронта | красноармеец               | 1910 — 22.07.1942       | ——                             |
| 1607  | Кули́к Григорий Иванович укр. Кулик Григорій Іванович                                            | 21.03.1940 | генерал      | заместитель Наркома обороны СССР и начальник Главного артиллерийского управления РККА | командарм 1-го ранга       | 09.11.1890 — 24.08.1950 | ——                             |
| 1608  | Кули́к Григорий Карпович                                                                         | 28.04.1945 | пехота       | командир взвода 104-го гвардейского стрелкового полка 36-й гвардейской стрелковой дивизии 7-й гвардейской армии 2-го Украинского фронта | гвардии старший сержант    | 22.10.1912 — 01.07.1988 | [ БС 24 ] [ ГС 84 ] [ НЛ 72 ]  |
| 1609  | Кули́к Илья Александрович укр. Кулик Ілля Олександрович                                          | 08.05.1965 | партизан     | организатор и руководитель подпольной антифашистской организации «Патриот Родины» в городе Херсоне | —                          | 02.08.1924 — 29.11.1942 | ——                             |
| 1610  | Кули́к Иосиф Афанасьевич укр. Кулик Йосип Опанасович                                             | 23.09.1944 | инженер      | командир роты 77-го отдельного штурмового инженерно-сапёрного батальона 16-й штурмовой инженерно-сапёрной бригады РГК в составе 3-й гвардейской армии 1-го Украинского фронта                                                                             | гвардии старший лейтенант  | 08.03.1912 — 17.12.1998 | [ БС 24 ] [ ГС 86 ] [ НЛ 73 ]  |
| 1611  | Кули́к Константин Алексеевич укр. Кулик Костянтин Олексійович                                    | 21.07.1944 | пехота       | командир взвода 1065-го стрелкового полка 272-й стрелковой дивизии 7-й армии Карельского фронта | младший лейтенант          | 1917 — 30.06.1944       | [ БС 25 ] [ ГС 87 ] [ НЛ 74 ]  |
| 1612  | Кулико́в Алексей Александрович                                                                   | 04.06.1944 | артиллерия   | заместитель командира отделения роты противотанковых ружей 69-го стрелкового полка 97-й стрелковой дивизии 39-й армии Калининского фронта | ефрейтор                   | 1917 — 21.09.1943       | [ БС 25 ] [ ГС 88 ] [ НЛ 75 ]  |
| 1613  | Кулико́в Алексей Тимофеевич                                                                      | 23.10.1943 | пехота       | разведчик пешей разведки 955-го стрелкового полка 309-й стрелковой дивизии 40-й армии Воронежского фронта | красноармеец               | 20.09.1924 — 12.07.1944 | [ БС 25 ] [ ГС 89 ] [ НЛ 76 ]  |
| 1614  | Кулико́в Василий Иванович                                                                        | 09.02.1944 | артиллерия   | командир орудия 969-го артиллерийского полка 60-й стрелковой дивизии 65-й армии Белорусского фронта | старший сержант            | 28.02.1921 — 30.10.1943 | [ БС 25 ] [ ГС 90 ] [ НЛ 77 ]  |
| 1615  | Кулико́в Василий Иванович                                                                        | 18.08.1945 | авиация      | заместитель командира и штурман эскадрильи 103-го штурмового авиационного полка 230-й штурмовой авиационной дивизии 4-й воздушной армии 2-го Белорусского фронта                                                                                          | лейтенант                  | 10.01.1923 — 05.11.1991 | [ БС 25 ] [ ГС 91 ] [ НЛ 78 ]  |
| 1616  | Кулико́в Виктор Георгиевич                                                                       | 03.07.1981 | маршал       | первый заместитель министра обороны СССР, главнокомандующий Объединёнными вооружёнными силами государств — участников Варшавского Договора | Маршал Советского Союза    | 05.07.1921 — 27.05.2013 | ——                             |
| 1617  | Кулико́в Виктор Николаевич                                                                       | 23.10.1942 | авиация      | командир эскадрильи 18-го штурмового авиационного полка ВВС Черноморский флота | капитан                    | 05.04.1913 — 23.05.1948 | [ БС 25 ] [ ГС 93 ] [ НЛ 79 ]  |
| 1618  | Кулико́в Иван Николаевич                                                                         | 05.10.1944 | пехота       | стрелок 191-го гвардейского стрелкового полка 64-й гвардейской стрелковой дивизии 42-й армии Ленинградского фронта | гвардии красноармеец       | 1925 — 16.01.1944       | [ БС 26 ] [ ГС 94 ] [ НЛ 80 ]  |
| 1619  | Кулико́в Николай Алексеевич                                                                      | 15.05.1946 | авиация      | командир эскадрильи 187-го гвардейского штурмового авиационного полка 12-й гвардейской штурмовой авиационной дивизии 3-го гвардейского штурмового авиационного корпуса 5-й воздушной армии 2-го Украинского фронта                                        | гвардии старший лейтенант  | 19.12.1920 — 17.08.1972 | [ БС 27 ] [ ГС 95 ] [ НЛ 81 ]  |
| 1620  | Кулико́в Николай Иванович                                                                        | 27.02.1945 | пехота       | командир батальона 1133-го стрелкового полка 339-й стрелковой дивизии 33-й армии 1-го Белорусского фронта | майор                      | 08.04.1911 — 08.08.1945 | [ БС 27 ] [ ГС 96 ] [ НЛ 82 ]  |
| 1621  | Кулико́в Сергей Иванович                                                                         | 31.12.1942 | авиация      | штурман звена 2-го гвардейского авиационного полка 3-й авиационной дивизии Авиации дальнего действия | гвардии майор              | 03.07.1913 — 26.03.1953 | [ БС 27 ] [ ГС 97 ] [ НЛ 83 ]  |
| 1622  | Кулико́в Фёдор Алексеевич                                                                        | 24.03.1945 | танкист      | механик-водитель танка Т-34 21-й гвардейской танковой бригады 5-го гвардейского танкового корпуса 6-й танковой армии 2-го Украинского фронта | гвардии старшина           | 22.02.1918 — 18.05.1977 | [ БС 27 ] [ ГС 98 ] [ НЛ 84 ]  |
| 1623  | Кулико́в Фёдор Фёдорович                                                                         | 29.06.1945 | пехота       | командир батальона 407-го стрелкового полка 108-й стрелковой дивизии 65-й армии 2-го Белорусского фронта | капитан                    | 15.09.1914 — 16.12.1979 | [ БС 27 ] [ ГС 99 ] [ НЛ 85 ]  |
| 1624  | Ку́личев Иван Андреевич                                                                          | 26.10.1944 | авиация      | командир звена 155-го гвардейского штурмового авиационного полка 9-й гвардейской штурмовой авиационной дивизии 1-го гвардейского штурмового авиационного корпуса 5-й воздушной армии 2-го Украинского фронта                                              | гвардии лейтенант          | 29.08.1920 — 28.08.1979 | [ БС 28 ] [ ГС 100 ] [ НЛ 86 ] |
| 1625  | Ку́лишев Яков Сергеевич                                                                          | 31.05.1945 | танкист      | командир взвода танков Т-34 47-й гвардейской танковой бригады 9-го гвардейского танкового корпуса 2-й гвардейской танковой армии 1-го Белорусского фронта                                                                                                 | гвардии лейтенант          | 23.04.1913 — 16.01.1945 | [ БС 22 ] [ ГС 101 ] [ НЛ 87 ] |
| 1626  | Кулы́к Павел Петрович укр. Кулик Павло Петрович                                                  | 09.02.1944 | артиллерия   | командир батареи 88-й гаубичной артиллерийской бригады 13-й артиллерийской дивизии 7-го артиллерийского корпуса прорыва РГК в составе 27-й армии Воронежского фронта                                                                                      | капитан                    | 14.01.1918 — 07.06.1985 | [ БС 22 ] [ ГС 102 ] [ НЛ 88 ] |
| 1627  | Кульба́ка Пётр Леонтьевич укр. Кульбака Петро Леонтійович                                        | 07.08.1944 | партизан     | активный участник партизанской борьбы на Украине, командир 2-го стрелкового полка 1-й украинской партизанской дивизии имени С. Ковпака | —                          | 08.07.1902 — 10.02.1971 | [ БС 22 ] [ ГС 103 ] [ НЛ 89 ] |
| 1628  | Кульбашно́й Сидор Захарович укр. Кульбашний Сидір Захарович                                      | 24.03.1945 | пехота       | командир пулемётного расчёта 856-го стрелкового полка 283-й стрелковой дивизии 3-й армии 2-го Белорусского фронта | старший сержант            | 15.05.1911 — 02.05.1947 | [ БС 22 ] [ ГС 104 ] [ НЛ 90 ] |
| 1629  | Кульбя́кин Алексей Николаевич                                                                    | 27.02.1945 | танкист      | командир танкового батальона 49-й гвардейской танковой бригады 12-го гвардейского танкового корпуса 2-й гвардейской танковой армии 1-го Белорусского фронта                                                                                               | гвардии майор              | 01.07.1916 — 21.02.1945 | [ БС 22 ] [ ГС 105 ] [ НЛ 91 ] |
| 1630  | Ку́льман Леэн Андресовна (Кульман Хелена Андресовна, Кульман Хелена Андреевна) эст. Kullman Leen | 08.05.1965 | морской флот | разведчица штаба Балтийского флота | младший политрук           | 31.01.1920 — 06.03.1943 | ——                             |
| 1631  | Ку́льнев Андрей Митрофанович                                                                     | 29.06.1945 | танкист      | командир взвода бронетранспортёров разведывательной роты 2-й гвардейской механизированной бригады 1-го гвардейского механизированного корпуса 4-й гвардейской армии 3-го Украинского фронта                                                               | гвардии старший сержант    | 05.07.1924 — 05.11.2003 | [ БС 29 ] [ ГС 107 ] [ НЛ 92 ] |
| 1632  | Ку́льтин Фёдор Сергеевич                                                                         | 17.10.1943 | инженер      | командир сапёрного отделения 21-го отдельного понтонно-мостового батальона 60-й армии Воронежского фронта | сержант                    | 20.05.1920 — 28.02.1983 | [ БС 29 ] [ ГС 108 ] [ НЛ 93 ] |
| 1633  | Кульчи́цкий Николай Евгеньевич                                                                   | 23.08.1977 | авиация      | лётчик-испытатель ОКБ имени А.Н. Туполева | —                          | 27.07.1929 — 28.01.1982 | ——                             |
| 1634  | Куля́сов Александр Петрович                                                                      | 24.03.1945 | пехота       | командир батальона 1086-го стрелкового полка 323-й стрелковой дивизии 3-й армии 1-го Белорусского фронта | капитан                    | 10.03.1919 — 25.06.1944 | [ БС 29 ] [ ГС 110 ] [ НЛ 94 ] |
| 1635  | Куманёв Павел Маркелович (Куманёв Павел Маркович)                                               | 15.01.1944 | пехота       | командир взвода 237-го гвардейского стрелкового полка 76-й гвардейской стрелковой дивизии 61-й армии Центрального фронта | гвардии лейтенант          | 17.02.1917 — 29.11.1943 | [ БС 29 ] [ ГС 111 ] [ НЛ 95 ] |
| 1636  | Кума́ничкин Александр Сергеевич                                                                  | 13.04.1944 | авиация      | командир эскадрильи 41-го гвардейского истребительного авиационного полка 8-й гвардейской истребительной авиационной дивизии 2-й воздушной армии 1-го Украинского фронта                                                                                  | гвардии капитан            | 26.08.1920 — 24.10.1983 | [ БС 29 ] [ ГС 112 ] [ НЛ 96 ] |
| 1637  | Кумско́в Виктор Александрович                                                                    | 15.05.1946 | авиация      | командир звена 90-го гвардейского штурмового авиационного полка 4-й гвардейской штурмовой авиационной дивизии 5-й воздушной армии 2-го Украинского фронта                                                                                                 | гвардии старший лейтенант  | 16.04.1921 — 28.11.2001 | [ БС 29 ] [ ГС 113 ] [ НЛ 97 ] |
| 1638  | Кумуко́в Халмурза Сахатгереевич ног. Кумуков Халмурза                                            | 04.10.1990 | пехота       | стрелок 993-го стрелкового полка 263-й стрелковой дивизии 6-й армии Юго-Западного фронта | красноармеец               | 01.07.1913 — 25.08.1943 | ——                             |
| 1639  | Куна́вин Григорий Павлович                                                                       | 24.03.1945 | пехота       | помощник командира взвода 1021-го стрелкового полка 307-й стрелковой дивизии 50-й армии 2-го Белорусского фронта | ефрейтор                   | 21.01.1903 — 26.07.1944 | [ БС 29 ] [ ГС 115 ] [ НЛ 98 ] |

| Навигационная таблица | Навигационная таблица                |
| --------------------- | ------------------------------------ |
| «К»                   | Кабак Николай — Калинин Николай      |
| «К»                   | Калинин Степан — Кармацкий Владимир  |
| «К»                   | Кармацкий Тимофей — Кживонь Анеля    |
| «К»                   | Киба Григорий — Клевцов Сергей       |
| «К»                   | Клейбус Фёдор — Коваленко Сергей     |
| «К»                   | Коваленко Юрий — Колдубов Михаил     |
| «К»                   | Колдунов Александр — Компанеец Фёдор |
| «К»                   | Компаниец Алексей — Копытин Михаил   |
| «К»                   | Копытов Михаил — Корчагин Лев        |
| «К»                   | Корчак Иосиф — Котов Николай         |
| «К»                   | Котов Сергей — Краснов Анатолий      |
| «К»                   | Краснов Виктор — Крюков Василий      |
| «К»                   | Крюков Владимир — Кузнецов Николай   |
| «К»                   | Кузнецов Павел — Кунавин Григорий    |
| «К»                   | Кунгурцев Евгений — Кянжин Пантелей  |